# Helenaerosor
Helenaerosor (Rosa Helenae-Gruppen) är en grupp av rosor som alla härstammar från honungsrosen (Rosa helenae). Det är en grupp med engångsblommande klätterrosor. Blommorna är vanligen små och de kan vara enkelblommiga till fylldblommiga.

## Sorter
- 'Aksel Olsen'
- 'Hybrida'
- 'Lykkefund'
- 'Starkodder'